# Scuola superiore universitaria
Scuola superiore universitaria (auch Scuola universitaria superiore oder Scuola di alta formazione) ist in Italien eine allgemeine Bezeichnung für selbständige Spitzenuniversitäten und Graduiertenschulen sowie für nicht selbständige akademische Einrichtungen von Universitäten zur Exzellenzförderung. Die Verwendung dieser allgemeinen Bezeichnung ist nicht obligatorisch.
Die älteste italienische Hochschule dieser Art ist die 1810 in Pisa gegründete Scuola Normale Superiore. Eine systematischere Elitenförderung durch vergleichbare Einrichtungen setzte in Italien erst um die Jahrtausendwende ein.

## Überblick
Grundsätzlich werden für besonders Begabte postgraduale Studien angeboten. Ausgewählte Studierende staatlicher Universitäten erhalten neben ihrem normalen Studium auch ab dem ersten Studienjahr ein wissenschaftliches Zusatzangebot und andere Dienstleistungen. Kost und Logis ist frei, Gebühren entfallen oder sind ermäßigt, meist gibt es auch einen kleinen finanziellen Zuschuss. Die Vergabe der wenigen Studienplätze erfolgt nach einem besonderen Auswahlverfahren. Bei einem parallelen grundständigen Studium muss ein hohes Notenniveau gehalten werden, andernfalls endet das Zusatzstudium an der Scuola superiore.

### Spitzenuniversitäten

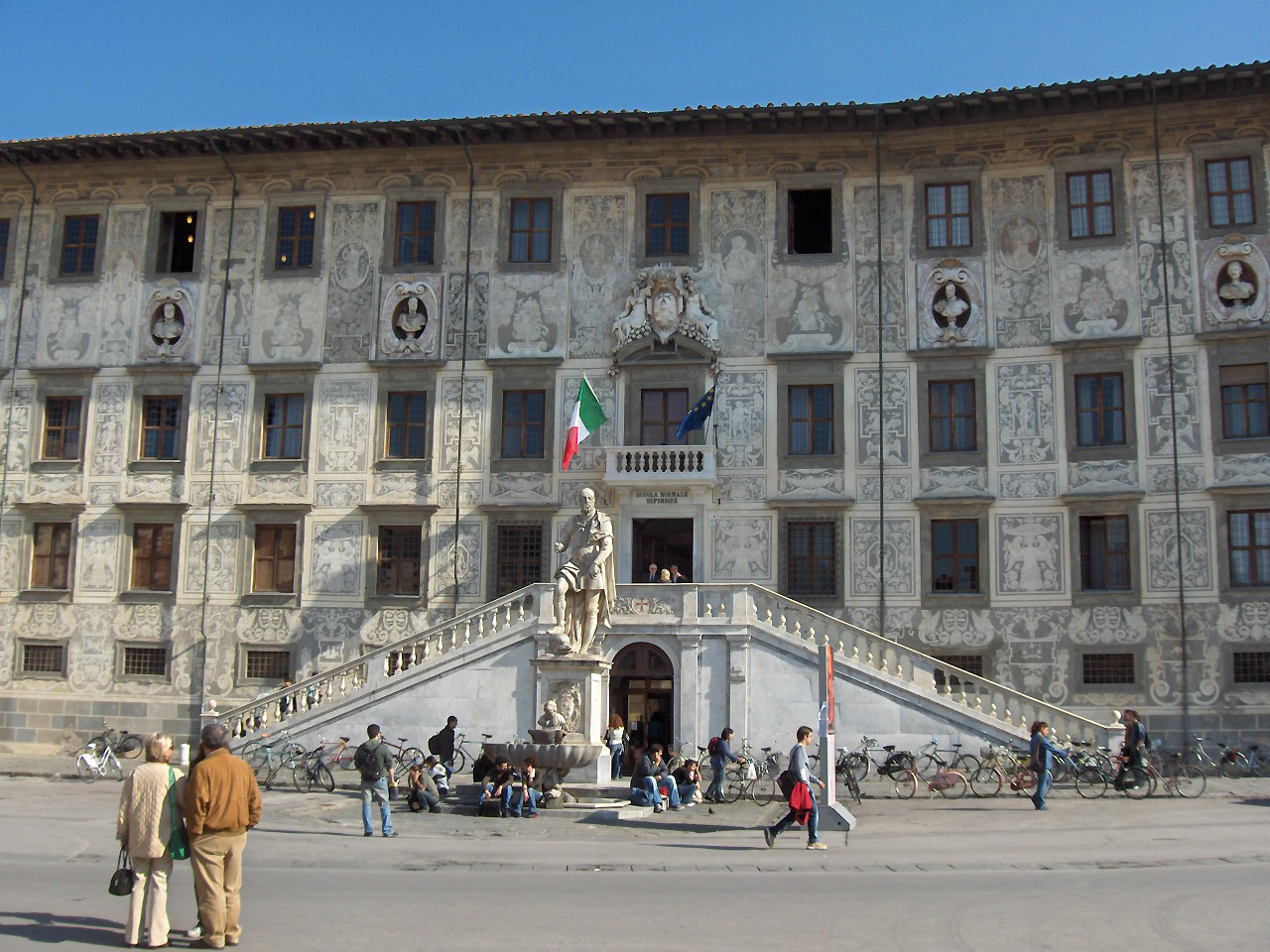
Palazzo dei Cavalieri in Pisa, Sitz der Scuola Normale Superiore

- Scuola Normale Superiore in Pisa und Florenz
- Scuola Superiore Sant’Anna in Pisa
- Istituto Universitario di Studi Superiori in Pavia
- Scuola Superiore Meridionale in Neapel

### Graduiertenschulen
- Scuola Internazionale Superiore di Studi Avanzati in Triest (engl.: International School for Advanced Studies)
- Scuola IMT Alti Studi Lucca in Lucca (engl.: IMT School for Advanced Studies Lucca; IMT: Institutions, Markets, Technologies) (ehemals Istituto di studi avanzati di Lucca)
- Gran Sasso Science Institute in L’Aquila

Das Istituto italiano di scienze umane in Florenz wurde 2013 von der Scuola Normale Superiore übernommen.

### Teil von Universitäten
- Collegio Superiore dell’Università di Bologna, Bologna
- Scuola superiore di Catania, Catania
- Istituto di Studi Superiori dell’Università di Genova, Genua
- Istituto superiore universitario di formazione interdisciplinare, Lecce
- Scuola di Studi Superiori “Carlo Urbani” dell’Università degli Studi di Camerino, Camerino
- Scuola di Studi Superiori “Giacomo Leopardi” dell’Università degli Studi di Macerata, Macerata
- Scuola Galileiana di Studi Superiori, Padua
- Sapienza School for Advanced Studies, Rom
- Scuola Superiore Santa Chiara, Siena
- Scuola di studi superiori dell’Università degli Studi di Torino, Turin
- Scuola Superiore dell’Università di Udine, Udine
- Collegio Internazionale Ca’ Foscari, Venedig
- Alta Scuola Politecnica, Politecnico di Torino & Politecnico di Milano, Turin und Mailand

### Sonstige
- Europäisches Kolleg von Parma (Stiftung)
- Scuola Superiore Universitaria Bocconi, Mailand (Privathochschule)
- Scuola Nazionale dell’Amministrazione (Staatliche Verwaltungshochschule und Kaderschmiede)